# Wehnsen (Visselhövede)
Wehnsen ist ein Ortsteil der Stadt Visselhövede im niedersächsischen Landkreis Rotenburg (Wümme). In dem Dorf leben etwa 80 Einwohner.

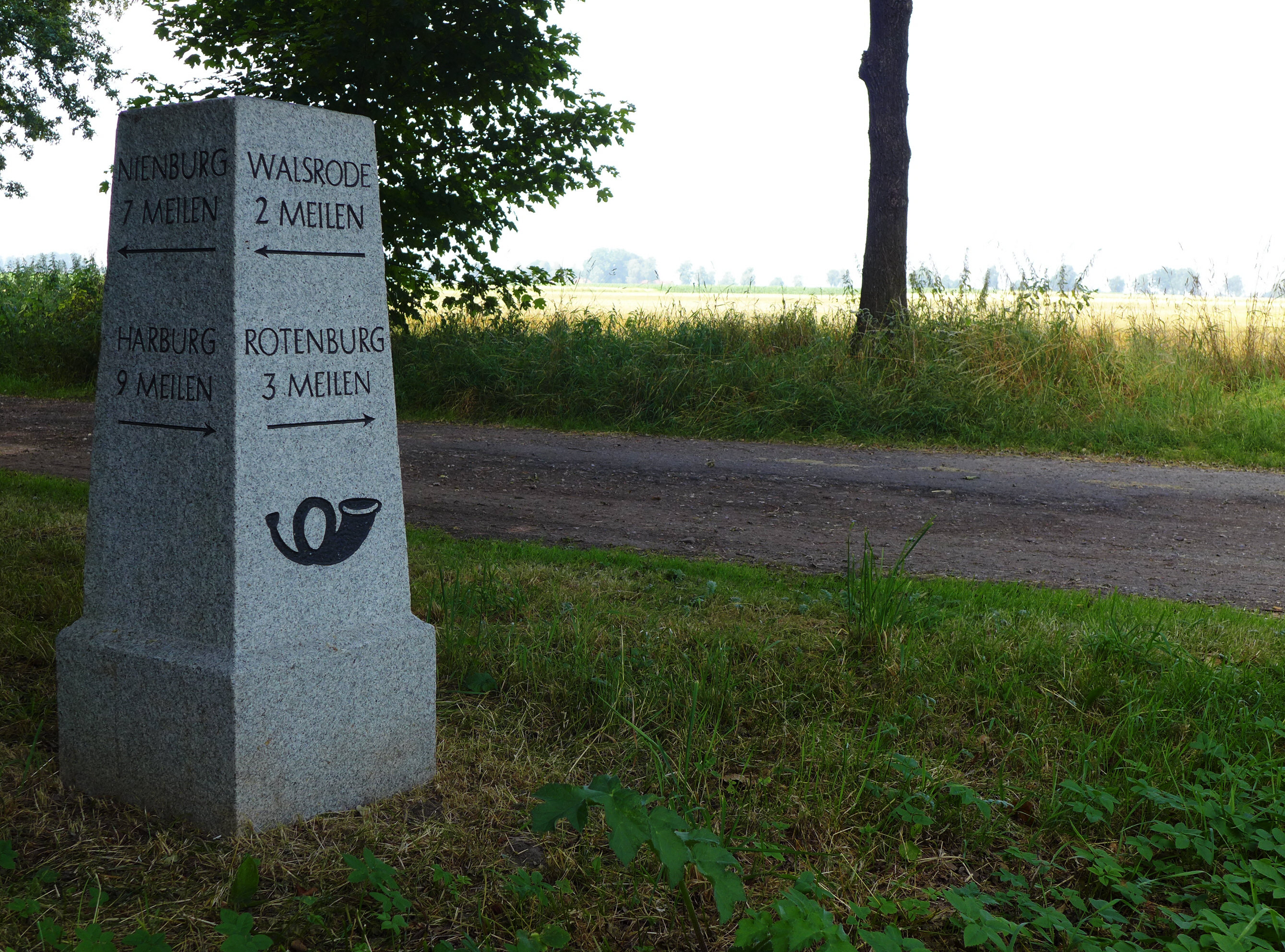
Postmeilenstein bei Wehnsen

## Geografie
Wehnsen liegt im südwestlichen Bereich der Stadt Visselhövede, 3 km südwestlich vom Kernort Visselhövede. 
Nachbarorte sind – von Norden aus im Uhrzeigersinn – Nindorf, Visselhövede (Kernort), Kettenburg, Stellichte, Bleckwedel und Jeddingen.

## Geschichte
Seit der Gebietsreform, die am 1. März 1974 in Kraft trat, ist die vorher selbstständige Gemeinde Wehnsen eine von 15 Ortschaften der Stadt Visselhövede.

## Politik
Ortsvorsteher ist Joachim Heldberg.

## Bauwerke
- Denkmalgeschütztes Wohn- und Wirtschaftsgebäude Wehnsen 1 von 1558 in Fachwerk und mit Krüppelwalmdach und Niedersachsengiebel, 1752 erneuert; im Kern ist es eines der ältesten erhaltene Bauernhäuser des Landkreises und in Niedersachsen.

## Wirtschaft und Infrastruktur
Wehnsen liegt fernab des großen Verkehrs. Die Bundesautobahn 27 verläuft 11 km entfernt südwestlich, die von Bomlitz über Visselhövede nach Rotenburg (Wümme) führende Bundesstraße 440 verläuft 3 km entfernt nordöstlich und die Landesstraße L 171 von Visselhövede nach Verden (Aller) verläuft 1 km entfernt nördlich.
In Wehnsen gibt es keine Straßenbezeichnungen, sondern nur Hausnummern, nach denen sich Einwohner, Postboten, Lieferanten und Besucher orientieren müssen.